# Магнус Брока
Магнус Брока (швед. Magnus Broka), иногда также Магнус Брока Кнутссон — шведский дворянин, живший в XII веке, происходил из Дома Бьельбу. Был старшим сыном ярла Кнута Биргерссона и внуком ярла Биргера Бросы.
Неясно, на ком он был женат. По мнению шведского историка Дика Харрисона это была, возможно, Сигрид Кнутсдоттер. Другой источник утверждает, что его женой была дочь Эрика Кнутссона Катарина Шведская, на которой он женился между 1225 и 1230 годами. Доказано, что у него был сын по имени Кнут Магнуссон, который, согласно норвежской саге о Хоконе, был претендентом на шведский трон после смерти Эрика Шепелявого в 1250 году.